# IC 1421
IC 1421 ist eine elliptische Galaxie vom Hubble-Typ E im Sternbild Aquarius auf der Ekliptik. Sie ist schätzungsweise 627 Millionen Lichtjahre von der Milchstraße entfernt.
Das Objekt wurde am 14. September 1892 von Stéphane Javelle entdeckt.